# Будячки
Будячки́ (у минулому — хутор Гроссулівський, хутір Ново-Гроссулівський, Аннівка) — село в Україні, у Роздільнянській міській громаді Роздільнянського району Одеської області. Розташоване в 36 км від районного центру — міста Роздільна. Населення становить 18 осіб. Відноситься до Виноградарського старостинського округу.

## Історія
У 1896 році на хуторі Гроссуловському (Ново-Гроссулівський, Будячки, Аннівка) Більчанської волості Одеського повіту Херсонської губернії, було 13 дворів, у яких мешкало 65 людей (30 чоловік і 35 жінок).
В 1911 році без хреста та оградки на краю цвинтаря Будячків був похований Бондаренко Іван Михайлович — дослідник історії Західної Європи, української культури. 16 серпня 1911, вчинивши самогубство, він загинув під колесами потягу на ст. Карпове.
На 1916 рік в селі Будячки Куртівської волості Одеського повіту Херсонської губернії, мешкало 173 чоловіка (73 чоловіка і 100 жінок).
Під час Голодомору в Україні 1932—1933 років в селі загинуло 7 осіб: 
Бабич Василь Феодорович, 
Калихалов Олексій Петрович, 
Поліщук Андрій Іванович, 
Поліщук Лук'ян Савелійович, 
Поліщук Микола Лук'янович, 
Цукацький Петро Миколайович, 
Чумаченко Микола Олександрович.
Станом на 1 вересня 1946 року хутір Будячки був частиною Виноградарської сільської ради, яка була у складі Біляївського району.
У 1965 році село у складі Виноградарської сільради перейшло в підпорядкування від Біляївського до Роздільнянського району.
У результаті адміністративно-територіальної реформи село ввійшло до складу Роздільнянської міської територіальної громади та після місцевих виборів у жовтні 2020 року було підпорядковане Роздільнянській міській раді. До того село входило до складу ліквідованої Виноградарської сільради.

## Населення
Згідно з переписом УРСР 1989 року чисельність наявного населення села становила 54 особи, з яких 27 чоловіків та 27 жінок.
За переписом населення України 2001 року в селі мешкало 25 осіб. 100% населення вказало свою рідну мову — українську.
2010 — 21
2011 — 21